# Lahotan
Lahotan ist ein Arrondissement im Departement Collines im westafrikanischen Staat Benin. Es ist eine Verwaltungseinheit, die der Gerichtsbarkeit der Kommune Savalou untersteht.

## Demografie und Verwaltung
Gemäß der Volkszählung 2013 des beninischen Statistikamtes INSAE hatte das Arrondissement 7455 Einwohner, davon waren 3606 männlich und 3849 weiblich.
Von den 111 Dörfern und Quartieren der Kommune Savalou entfallen sieben auf Lahotan:
1. Agbomadin
2. Ahito
3. Awiankanmè
4. Damè
5. Kpakpavissa
6. Sègbèya
7. Zomakidji